# Rudolf Jäger (Sänger)
Rudolf Jäger (30. August 1875 in Dresden – 22. Januar 1948 in Leipzig) war ein deutscher Opernsänger (Tenor) und Gesangspädagoge.

## Leben
Jäger, Sohn eines Schlossermeisters, studierte erst Jura, besucht dann aber die Musikschule Dresden und ließ sich dort von Richard Müller ausbilden. Danach wurde er 1898 an die Hofbühne Dresden engagiert. Er debütierte 1899 in der Rolle des Steuermanns in Der fliegende Holländer. Im Jahr 1899 sang er am Stadttheater Essen, ging aber bald wieder zurück nach Dresden, wo er bis 1908 wirkte. Aus dieser Zeit sind so verschiedene Aufnahmen wie Fra Diavolo (Lorenzo) und Elias bekannt. Unter anderem war er der Interpret des Narraboth in der Uraufführung von Richard Strauss’ Salome im Dezember 1905 in Dresden.
Jäger nahm 1908 ein Engagement am Opernhaus Leipzig an und blieb dort bis 1925. Im Jahr 1925 musste er aus gesundheitlichen Gründen seine Karriere aufgeben und war dann als Gesangspädagoge in Dresden tätig. Ab 1945 lebte er in Leipzig und verstarb 1948.
Rudolf Jäger hinterließ vier äußerst seltene Aufnahmen auf G&T (Dresden 1902). 